# طابك
 الطابك  وهو نوع من الخبز  السميك من دقيق الأرز  يتم شواءه على قرص يصنع من الطين يتراوح قطره بين 50 – 100 سم ويصل سمكه إلى حوالي 4 سم تمتاز نساء جنوب العراق بصناعته

## تحضيره
تهيأ النساء العجين الخاص بهذا النوع من الخبز – والذي سمي بـ(الطابك) نسبة للقرص الطيني الذي يشوى عليه من خلط دقيق الرز بالماء ليكون قوامه سائلا نوعا ما وليس متماسكا مثل العجين المعد للخبز العادي ، ثم يوضع الطابك على مسا ند طينية تسمى مناصب مفردها منصبة لرفعه قليلا حتى يكون ممكنا ترتيب المطال مفردها مطالة وهي أقراص مصنوعة من روث الحيوانات وبالذات الأبقار تستخدم عادة في مواقد بيوت أهل الاهور الساكنين جنوب العراق للتدفئة والطبخ  تحته  ويتم اشعال النار وتترك فترة من الزمن ليكتمل احتراقها وتصبح على شكل جمرات لا دخان فيها ، ثم يتم قلب الطابك إلى جانب الموقد بحيث يكون وجهه الساخن المحمر إلى الأعلى  بعدها يتم سكب العجين المعد سلفاً على هذا القرص الساخن وتتم تسويته ليكون منتظم السُمُك ويوضع عدد من أعواد البردي الأخضر على سطح العجين ليكون كمشبك لوضع الجمر عليه  ثم ينقل لجمر من الموقد ويبسط على المشبك المذكور ويتم تقليبه والعناية به إلى ان يكتمل شواء العجين  بعد ذلك يتم تقطيع الخبز الطابك إلى اجزاء ويقدم مباشرة للأكل ، وعادة مايكون مع الطابك سمك مشوي بأنواعه المختلفة التي يجود بها الهور مثل الشلك ، البني ، الكطان ، الخشني ، الشبوط ، العَجِد وغيرها ، ويتم شواء السمك على نار المطال إثناء تسخين الطابك ومن المقبلات المشهورة في هذه الوجبة الطرشي والبصل.